# Johan Berendsen

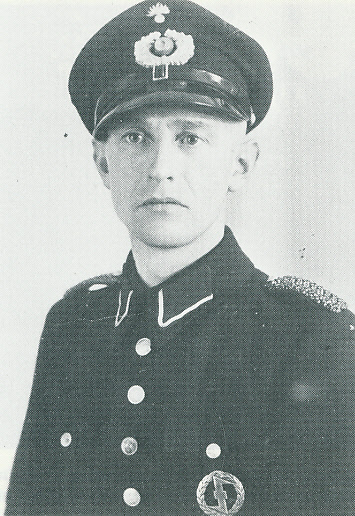
Johan Berendsen in 1943-1944.

Johan Berendsen (Avereest, 2 september 1912 - Vught, door executie 2 mei 1947) was een Nederlands oorlogsmisdadiger die bekendstond als "de schrik van Venlo".
Berendsen werd geboren in Avereest bij Ommen en was vóór de oorlog in dienst bij de Politietroepen te Venlo. Tijdens de oorlog trad hij vrij snel toe tot de N.S.B. en later tot de SS. Hij werkte van medio augustus 1943 tot mei 1944 als (opper)wachtmeester bij de gemeentepolitie Venlo. Na een conflict met de toenmalige kapitein-korpschef, de SS'er Couperus, kreeg Berendsen de verantwoordelijkheid voor de Arbeidscontroledienst (AKD) te Venlo. De AKD werd geleid vanuit het strafkamp Erica te Ommen en bestond uit ex-kampbewakers, de zogenaamde Ommen-politie. Berendsen en consorten joegen in Venlo en wijde omstreken op mensen die de Arbeitseinsatz ontliepen en andere onderduikers. Ze traden ook eigenmachtig op en gedroegen zich bijzonder bruut en meedogenloos, ongevoelig voor het veroorzaakte leed. Deze activiteiten leverden Berendsen de bijnaam ‘De schrik van Venlo’ op.
In 'Jodenjacht' beschrijft Ad van Liempt de moord van Berendsen op het oudere, Joodse echtpaar Maisonpierre in Venlo op 17 september 1944. Berendsen schoot in Duitse opdracht het door de Ommen-politie uit de onderduik gehaalde Joodse echtpaar Maisonpierre-Compris en de gearresteerde Venlonaar W. Kohlen in koelen bloede dood. De lijken van het echtpaar liet hij aanvankelijk in het bos liggen, maar gooide ze twee dagen later in een nabije plas. Over deze moord werd binnen vier dagen bij de Duitsers geklaagd door een Venlose politieman, hoofdwachtmeester Johannes Heurkens. Hij zorgde voor de begrafenis op de Joodse begraafplaats in Venlo.
In oktober 1944 verdween Berendsen uit Venlo, om elders AKD-activiteiten te ontplooien. Hij werd in oktober 1945 in de gevangenis van Scheveningen opgespoord. Berendsen werd vervolgens door het Bijzonder Gerechtshof te 's-Hertogenbosch ter dood veroordeeld. Vanwege het opjagen en insluiten van mensen die de Arbeitseinsatz trachten te ontlopen en onderduikers. Alsook het op bevel tot doodschieten van drie mensen, onder wie het echtpaar Maisonpierre-Compris. Op 1 mei 1947 werd het gratieverzoek van Berendsen afgewezen door de koningin. Hij werd de volgende ochtend geëxecuteerd.